# Superheroes (DVD)
Superheroes je hudební DVD německé hardrockové hudební skupiny Edguy. Bylo vydáno 5. září 2005 společností Nuclear Blast a obsahuje videoklip k písni „Superheroes“, tři skladby z koncertu v Brazílii z turné k albu Hellfire Club (2004), dokumenty ze studia a rozhovory se členy kapely.

## Seznam skladeb
| Pořadí         | Název                                                             | Délka |
| -------------- | ----------------------------------------------------------------- | ----- |
| 1.             | Superheroes (videoklip)                                           | 3:22  |
| 2.             | Mysteria (živě)                                                   | 5:56  |
| 3.             | Under the Moon (živě)                                             | 5:44  |
| 4.             | Navigator (živě)                                                  | 5:36  |
| 5.             | Superheroes – The Road Movie (obsahuje rozhovory se členy kapely) | 15:39 |
| 6.             | Studio Documentary                                                | 14:21 |
| 7.             | Superheroes Slideshow                                             | 1:46  |
| 8.             | The Making of the Video Clip                                      | 2:57  |
| Celková délka: | Celková délka:                                                    | 55:21 |

## Obsazení
- Tobias Sammet – zpěv, klávesy
- Jens Ludwig – hlavní kytara
- Dirk Sauer – rytmická kytara
- Tobias Exxel – baskytara
- Felix Bohnke – bicí